# 初心をKEEP ON!
「初心をKEEP ON!」（しょしんをキープオン!）は、T-Pistonz+KMCの14枚目のシングル。2012年10月31日にFRAMEから発売された。 

## 概要
数量限定生産盤、CD+DVD盤、通常盤の3種がリリースされた。品番は数量限定生産盤がAVCD-55003、CD+DVD盤がAVCD-55004、通常盤がAVCD-55005。
なお、数量限定生産盤は特殊ケース仕様になっており、特典としてフィギュアストラップ3種のうち1種がランダムで封入された。
『イナズマイレブンGO クロノ・ストーン』のオープニングテーマ（19話〜35話）。

## 収録曲
全編曲 - 菊谷知樹
1. 初心をKEEP ON!
  - 作詞・作曲 - TPK / ブラスアレンジ - 竹上良成
  - テレビ東京系列アニメ『イナズマイレブンGO クロノ・ストーン』OPテーマ
2. 手をつなごう（TPK Ver）
  - 作詞・作曲 - KMC
3. 初心をKEEP ON!（オリジナル・カラオケ）
4. 手をつなごう（TPK Ver）（オリジナル・カラオケ）

### DVD
1. 初心をKEEP ON!（ミュージックビデオ）